# Ferences templom és kolostor (Brassó)
A Keresztelő Szent János ferences templom és kolostor Brassó történelmi központjában, a Szent János utca 7. szám alatt található. A kolostort és a hozzá tartozó gótikus templomot a késő középkorban építették, és a klarisszák (ferences nővérek) használták. A Magyar Helynökség 1507-ben fogadta el a kolostor alapítását. A ferences rendet 1530-ban elűzték, ezután raktárnak és kórháznak nevezték ki az épületeket, a templomot 1644-től az evangélikusok használták. Az 1689-es és az 1718-as tűzvészekben leégett; 1724-ben átvették és kijavították a városba visszatérő ferencesek. A 20. században többször felújították.

## Története
A domonkos kolostor Szent Péter és Szent Pál templomával szemben a 14–15. században egy beépítetlen terület volt, a jelenlegi Michael Weiss utca nyugati házsora és a később felépített északkeleti városfal között. Ezen a területen épült fel a klarisszák (ferences nővérek) zárdája, és az annak udvarában levő gótikus stílusú Szent János templom. Az alapítás és az építés dátuma ismeretlen (egyes források a 14. század végére, mások a 15. század végére datálják), sőt még azt sem lehet biztosan tudni, hogy kezdettől fogva a klarisszáké volt-e, vagy pedig a domonkosok alapították.
Írásos említést legelőször 1486-ban tettek a kolostorról. 1496-ban 18 nővér lakott benne. 1507-ben a Magyar Helynökség vezetősége elfogadta a ferences kolostor alapítását (a rend ezt tekinti az alapítás évének), ugyanebben az évben emelték templomát. Az épületegyüttes mellett temető is volt, és ugyancsak itt volt az úgynevezett koponyák kertje (Kopfgärtel), ahol a lefejezett embereket földelték el a középkortól 1729-ig (a legtöbb más városban egészen a 19. századig a kivégzett bűnözőket nem temették el).
A rendet 1530-ban, még a reformáció erdélyi elterjedése előtt kiűzték Brassóból, mivel a földvári csata után a Habsburgokkal való szimpatizálással vádolták őket. Az épületeket szekularizálták; a templomot gabonaraktárként, a kolostort kórházként használták. A templomot 1644-ben kijavították, és a szász evangélikusok vették használatba. Az 1689-es tűzvészben leégett; kijavítása után, 1716-ban a hatalomra került Habsburgok a jezsuitáknak ítélték, ám 1718-ban ismét leégett, a jezsuiták pedig a Kolostor utcai templomba költöztek. 1724-ben a városi tanács a Csíkból visszatért ferenceseknek ítélte, akik Charles de Tige tábornok támogatásával felújították, és 1725. augusztus 2-án fel is szentelték. A kolostor épülete iskolának és posztógyárnak is helyet adott. Oltárait 1729 előtt készítette Julianus Ottner bajor mester, orgonája 1749-ből származik; sekrestyéjét 1783-ban, egy újabb tűzvészt követően emelték, a szentély mellett korábban álló épületek helyén.
A 18. század végén  megtiltották a várfalakon belül való temetkezést, így a temetőt a falakon kívülre költöztették, ám a kolostor ferences szerzeteseit továbbra is a templomkertben hantolták el.
1834-ben az évek során rossz állapotba került síkmennyezetet faszerkezetes boltozatra cserélték. 1882-ben díszítőfestéssel látták el az addig fehérre meszelt szentélyt, majd 1928-ban a templombelsőt is. Az 1940-es földrengés után kijavították. 1951. augusztus 20-án innen hurcolták el Boros Fortunát Domokos tartományfőnököt. A templomot és a kolostort máig a ferences rend használja; a 2010-es években három rendtag élt a kolostorban.

## Leírása
A hajó déli homlokzatának utcai oldalán, a Tige tábornok és felesége nagylelkűségét megörökítő, 1725-ös emléktábla alatt befalazott 15. század végi, késő gótikus árkád látható. Ettől balra a 18. század első felére datálható, fülkében elhelyezett barokk feszület áll, felette a nyeregtetőn egy kis harangtorony magasodik. A templom bejárata egy folyosóról nyílik, de az 1725-ös átalakításig északról, a kolostor folyosójáról is nyílt egy bejárat. Ennek kőkeretét egy 17. század közepi, késő reneszánsz dombormű díszíti.
A templom négy félköríves ablak által megvilágított belsejének összképét a 18. századi intarziás borítású barokk bútorzat és az 1928-as, Hans Bulhardt által készített neobarokk díszítőfestés határozza meg. A főoltárt Keresztelő Szent Jánosnak szentelték, a rajta látható olajfestmény Jézus megkeresztelését ábrázolja. A két mellékoltárt Szűz Máriának, illetve Nepomuki Szent Jánosnak dedikálták. A hajó északi falán a gubbiói farkas megtérését ábrázoló nagyméretű festmény látható.
Kedden és vasárnap kétszer, a hét többi napján egyszer miséznek. A szerzetesek buzdítására Szent Ferenc mellett Szent Antal emlékét is tiszteletben részesítik, kinek közbenjárását minden keddi szentmisén kérik. Ezért a templomot sok román ortodox is látogatja, mivel körükben Szent Antalt különös tisztelet övezi.
Az épületegyüttest a romániai műemlékek jegyzéke BV-II-a-A-11559 sorszám alatt tartja nyilván.

## Képek

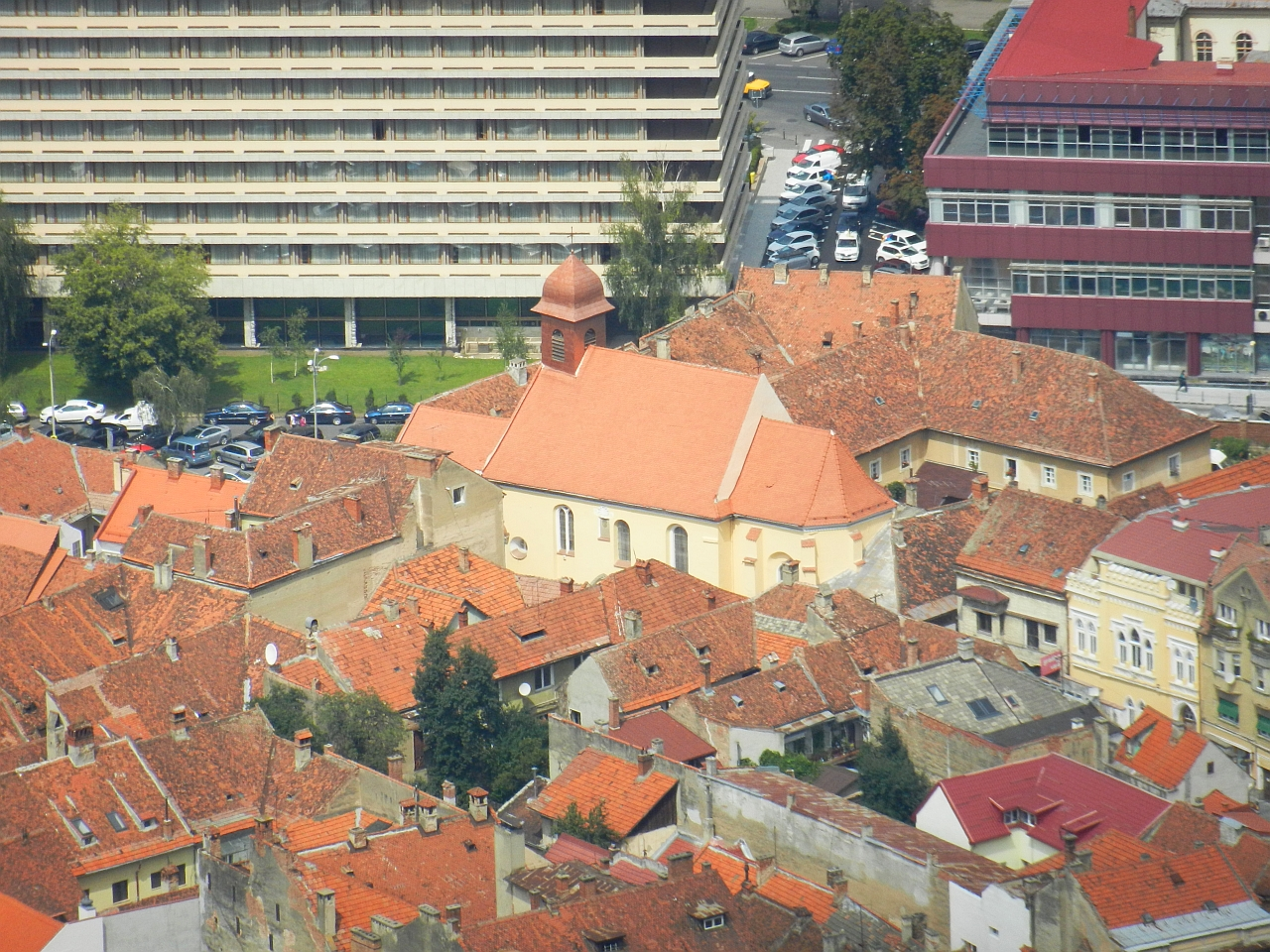
A templom és a kolostor madártávlatból
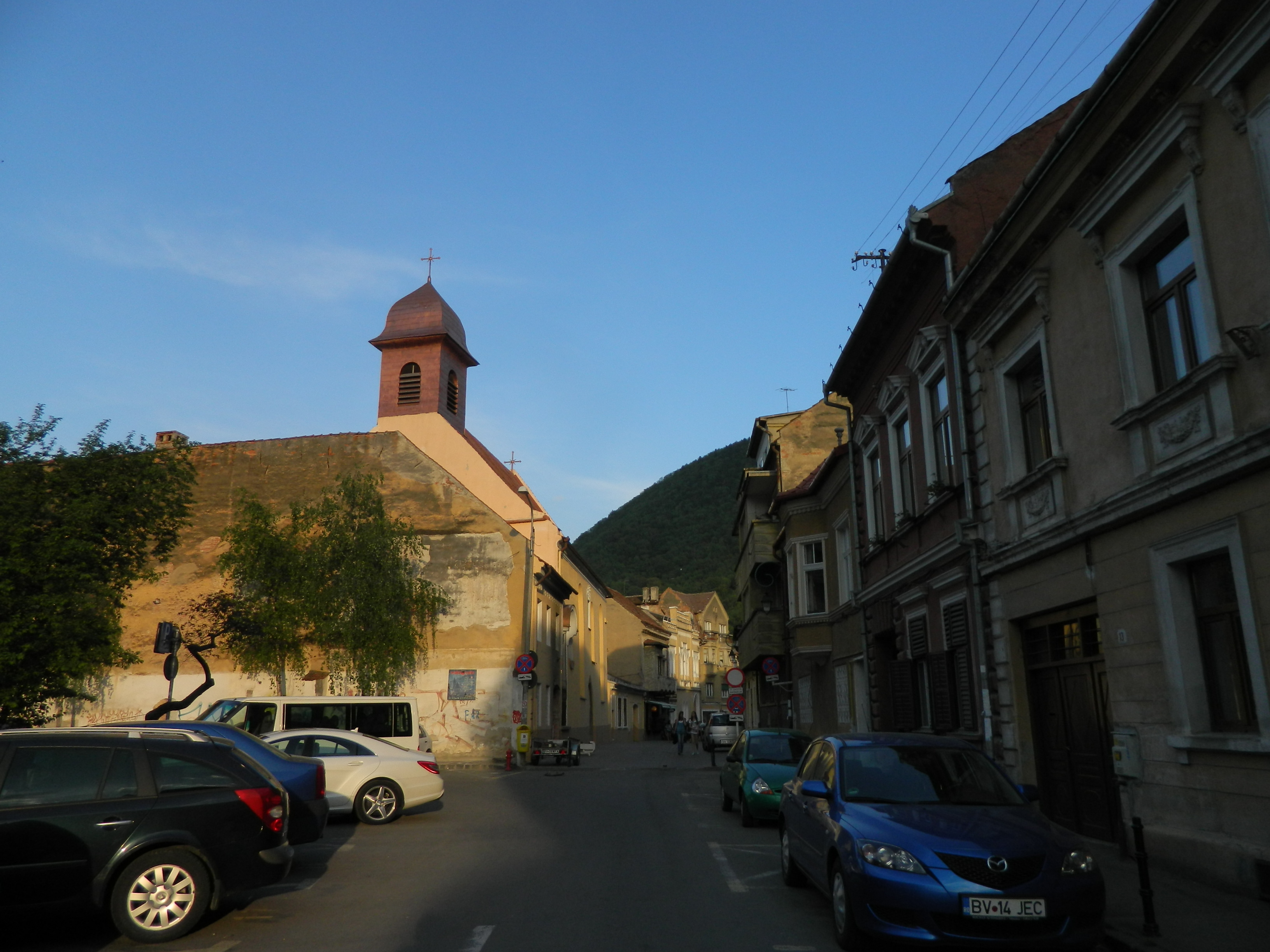
A templom (bal oldalon) a Szent János utcában
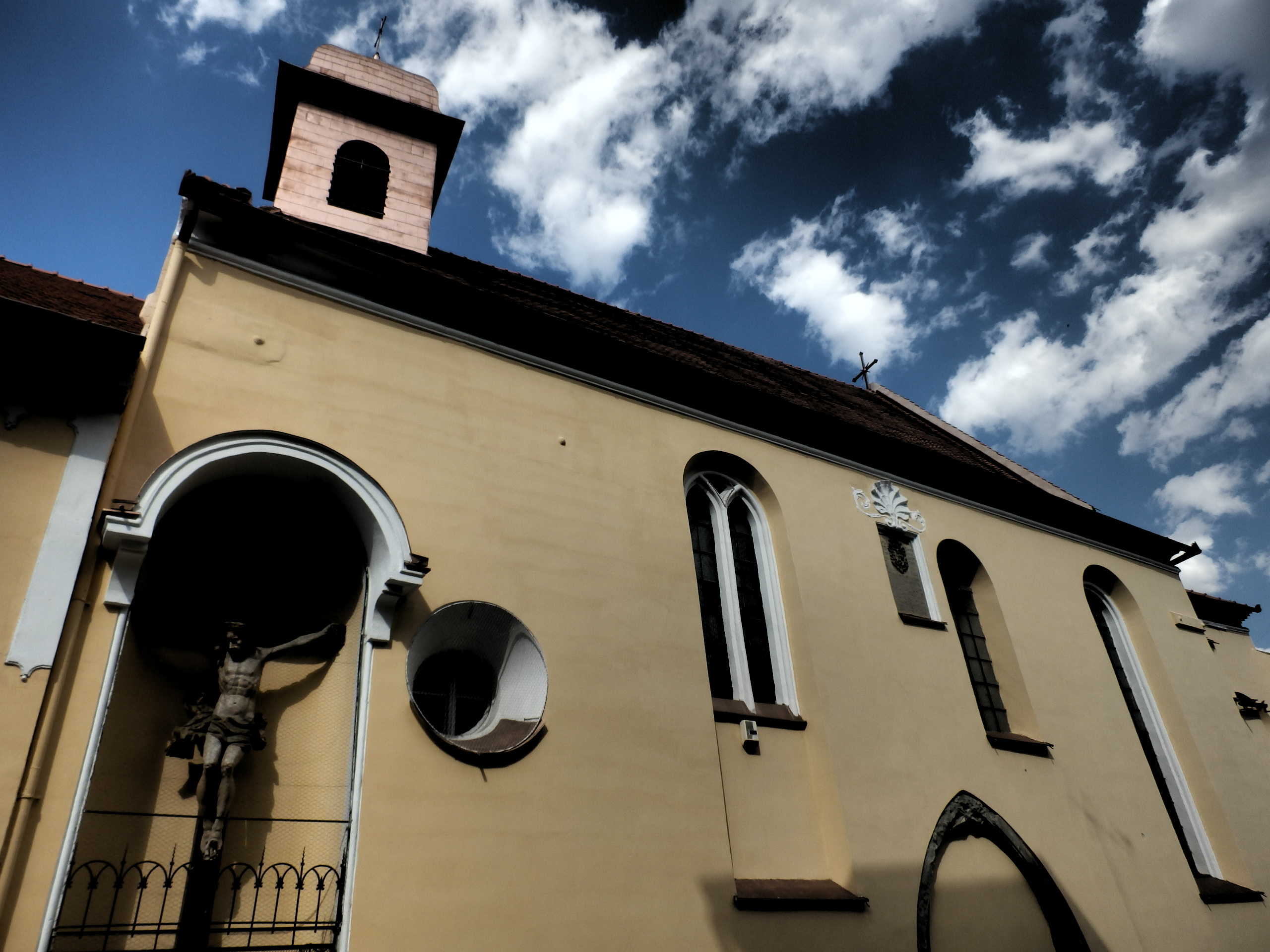
A templom
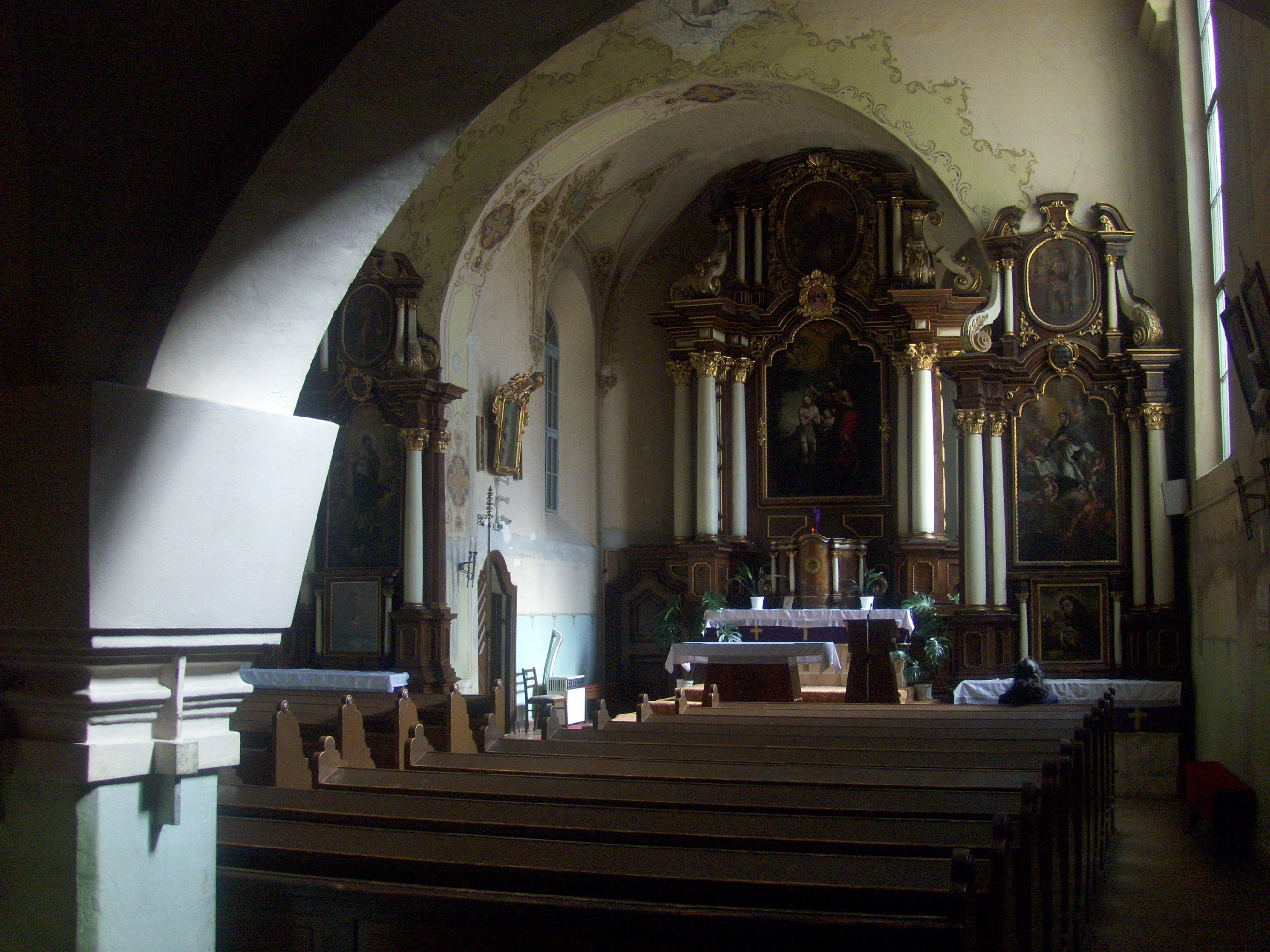
Beltér
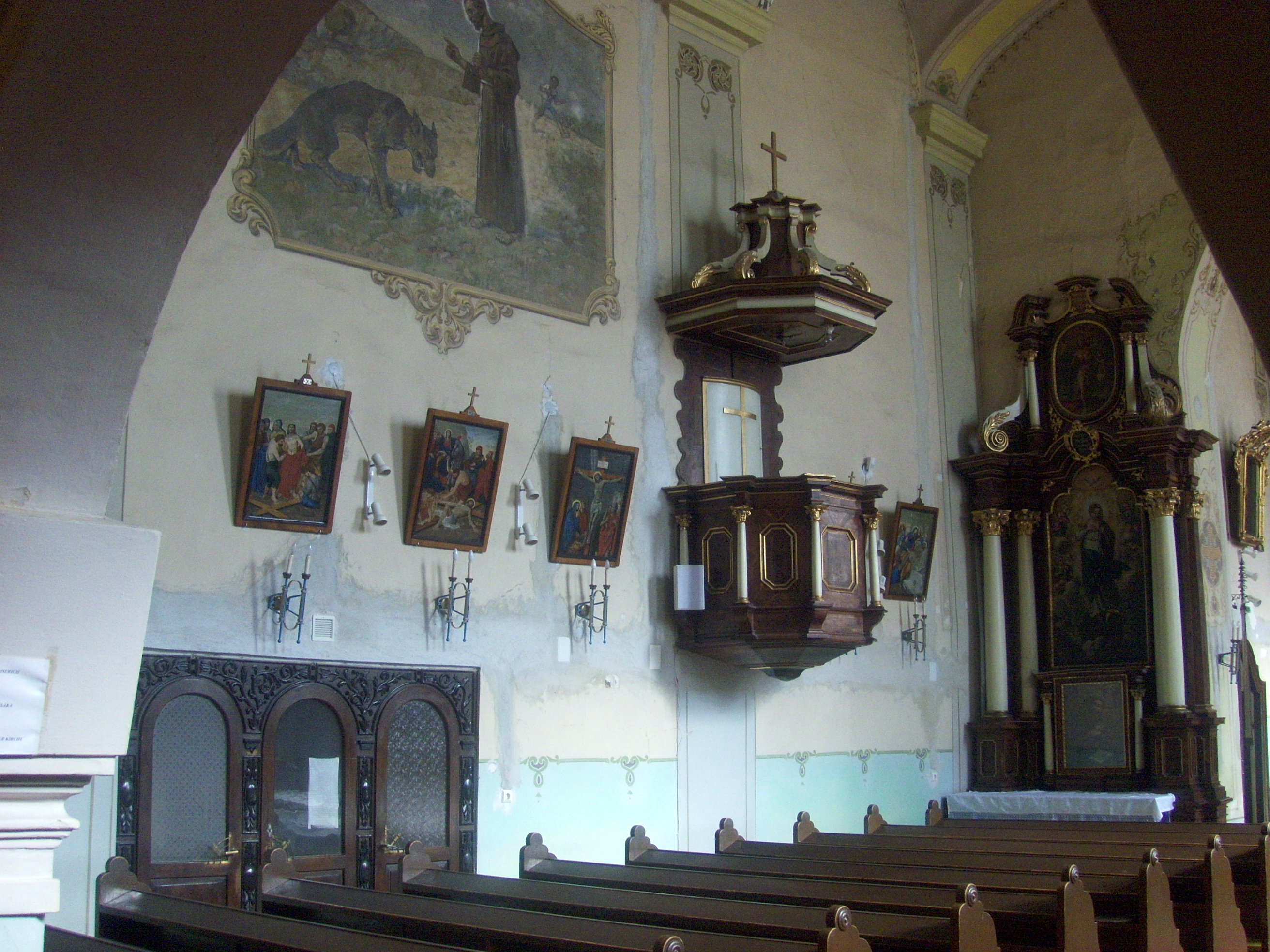
Beltér, részlet